# Чёрная кошка (Marvel Comics)
Чёрная ко́шка (англ. Black Cat), настоящее имя — Фели́ция Ха́рди (англ. Felicia Hardy) — персонаж комиксов издательства Marvel Comics, являющаяся воровкой и напарницей супергероя Человека-паука. Была создана писателем Марвом Вульфманом и художником Кейтом Поллардом и впервые появилась в комиксе The Amazing Spider-Man #194 (июль 1979).

## История публикации
Чёрная кошка создана писателем Марвом Вульфманом и художником Кейтом Поллардом и впервые появилась в The Amazing Spider-Man #194 (июль 1979). Её костюм и внешний вид был разработан художником Дэйвом Кокрумом.
Писатель Кевин Смит в 2002 году начал писать Spider-Man/Black Cat: The Evil that Men Do. После третьего выпуска серия пошла на перерыв до 2005 года. В середине 2000-х годов она появилась вместе с Росомахой в ограниченной серии комиксов под названием Claws (рус. Когти). Продолжение этой серии под названием Claws II начало издаваться в июле 2011 года. Чёрная кошка также была главной героиней в серии Heroes for Hire (2006—2007 годы).

## Биография
Фелиция Харди росла, очень любя своего отца. Когда Уолтер Харди внезапно исчез, мать Фелиции, Лидия, сказала ей, что он погиб в авиакатастрофе, но на самом деле он попал в тюрьму за свои преступления, так как являлся известным вором по кличке «Кот». Обнаружив правду о своём отце, Фелиция была вдохновлена и решила пойти по его стопам. Ещё одно трагическое событие сильно повлияло на неё и её жизнь.
Обучившись вскрытию сейфов и замков, а также другим воровским умениям, Фелиция начинает воровать у других, чтобы психологически компенсировать то, что было украдено у неё. В первую ночь она взяла имя Чёрная кошка и освободила из тюрьмы своего отца — Уолтера Харди, но тот скончался. После смерти отца она отправилась в Нью-Йорк, чтобы воровать там. Там она встретила Человека-паука, со временем роман перерос в любовь. Фелиция пообещала отказаться от своей преступной деятельности. Человек-паук и Чёрная кошка часто патрулировали город вместе. Чёрная кошка не хотела, чтобы Человек-паук раскрывался перед ней, опасаясь что в этом случае таинственная романтика будет потеряна. Когда Человек-паук, наконец, показал своё лицо и свою скромную квартиру, Фелиция не была разочарована. Она любила его, а после того, как едва не была убита Доктором Осьминогом и Филином, почувствовала, какая нагрузка и ответственность лежит на плечах её возлюбленного в борьбе с преступностью.
В то время, когда Человек-паук участвовал в Секретных войнах, Фелиция заключила сделку с Кингпином, чтобы получить супер-способность — влияние на неудачи. Но дело вскоре приняло плохой оборот, так как она, случайно использовав свою новую супер-способность, принесла несчастье Человеку-пауку, находясь с ним в непосредственной близости, как Кингпин и планировал.
Чёрная кошка отправилась к Доктору Стрэнджу, чтобы тот удалил её ауру несчастья. Доктор Стрэндж устранил этот источник, но вместо них дал Фелиции кошачьи силы и способности. Позже Питер расстался с Фелицией.
Во время массовой резни, устроенной Карнажем на улицах Манхэттена, Чёрная кошка снова объединилась с Человеком-пауком и другими героями, чтобы остановить убийцу. Позже помогла Человеку-пауку, когда Норман Озборн вышел из тюрьмы и похитил тётю Мэй. Она по-прежнему остаётся одним из ближайших союзников Человека-паука.
С принятием Акта о регистрации сверх-людей Фелиция решила зарегистрироваться в качестве признанного на федеральном уровне супер-героя. Она объединила усилия с Мисти Найт и Коллин Винг в команде Герои по найму, где стала работать с федеральными органами власти, занимаясь задержанием незарегистрированных супер-героев и супер-злодеев без кровопролития.
После события One More Day Фелиция, как и ещё множество персонажей, забыла, кто скрывается под маской Человека-паука. Позже, когда в теле Питера Паркера был Доктор Осьминог, во время ограбления Паук побил Фелицию и посадил её в тюрьму. После чего Фелиция опять стала супер-злодейкой и решила отомстить Человеку-пауку.

## Альтернативные версии

### House of M
Во вселенной House of M Фелиция Харди стала Чёрной кошкой, получив свои силы с помощью Кингпина. Чёрная кошка вместе с Электрой, Меченым, Гладиатором и Тифозной Мэри являются главными наёмниками Кингпина. В то же время она работает в команде Мстителей Люка Кейджа и передаёт им всю информацию.

### MC2
Во вселенной Marvel Comics 2 Фелиция была замужем за Флэшем Томпсоном, от которого родила двух детей — Фелисити и Джин. Впоследствии она развелась с Флэшем. В этой вселенной она перестала быть Чёрной кошкой и владеет собственным детективным агентством.

### Marvel Noir
В Marvel Noir Фелиция Харди владеет спикизи под названием Чёрная кошка. В мини-серии Spider-Man Noir: Eyes without a Face она помогает Питеру Паркеру, когда его чуть не убивает Песочный человек, а также встречается с Крайм-Мастером. В этой версии Фелиция Харди — родственница Питера Паркера.

### Ultimate Marvel

Ultimate Чёрная кошка. Обложка комикса Ultimate Spider-Man #82. Художник Марк Багли.

Фелиция Харди поклялась уничтожить Уилсона Фиска, который подставил её отца. Когда Фелиция была ещё маленькой девочкой, её отец был вором, но сел в тюрьму и умер. Пятнадцать лет спустя Фелиция стала бухгалтером в «Фиск Энтерпрайз», при этом она проводила ночи обворовывая самые выдающиеся офисы Манхэттена в образе Чёрной кошки. Когда мистер Мур купил место в организации Фиска, предоставив ему каменную плиту, которая была очень необходима Уилсону, Чёрная кошка пробралась в офис и украла плиту. Вскоре Чёрная кошка сталкивается с Человеком-пауком, тот пытался остановить её, но ей удалось скрыться. Когда полиция получила видеозаписи преследования Человеком-пауком Кошку, они определили что Человек-паук и Чёрная кошка были сообщниками. После этого Чёрная кошка назначила Человеку-пауку встречу на крыше здания. Паук принял приглашение, на крыше его ждал романтический ужин с Кошкой. Через некоторое время появилась Электра, которую нанял Фиск для того, чтобы вернуть плиту. Во время завязавшейся схватки Паук упал с крыши. Когда он вновь взобрался на небоскрёб, место схватки опустело.
Вспомнив слова сказанные Кошкой во время боя о том, что она не такая как её отец, Питер начал исследовать записи Дэйли Бьюгл и вычислил личность Кошки. Поняв, что если это смог узнать он, то это узнает и Фиск, Человек-паук помчался в дом Фелиции, где уже находились Фиск и Электра. Появление Паука позволило Кошке освободиться и выбраться на крышу. Фиск и Электра последовали за ней, но когда они выбрались на крышу, Фелиция кинула плиту в воду. После этого Электра проткнула Кошку саем, и Фелиция упав в воду, предположительно умерла. Но Чёрная кошка вернулась несколько месяцев спустя, чтобы помочь Человеку-пауку справиться с начавшейся между Фиском и Кувалдой войной. После того как Электра убивает Кувалду, Фелиция стала сражаться с ней. Электра собирается убить Кошку, но в последний момент её саму убивает умирающий Лунный Рыцарь. Позже Чёрная кошка выкинула тело Электры из окна. После этого Фелиция влюбляется в Человека-паука, и собирается снять с него маску. Когда она узнаёт, что тот является всего лишь подростком, её вырывает на его костюм, после чего Чёрная кошка сбегает из города.
Чёрная кошка возвращается в город и собирается убить Кингпина, однако она становится свидетельницей его убийства, которое совершил Мистерио. Фелиция проникает в офис Фиска и крадёт артефакт, но сталкивается с Мистерио, ей удаётся скрыться от него. Но Мистерио находит Фелицию в её доме и пытается забрать артефакт, но позже предлагает ей сотрудничество. Вскоре Чёрная кошка и Мистерио сталкиваются с Человеком-пауком и Железным человеком. Сначала Фелиция была против них, но присоединяется к ним, когда Мистерио устраивает взрыв посреди Нью-Йорка. В итоге Питеру, Железному Человеку и Чёрной кошке удаётся победить Мистерио, но они узнают, что это был управляемый кем-то робот. Позже Человек-паук просит Фелицию помочь раненым людям. Дальнейшая судьба Фелиции не известна.

## Силы и способности
Первоначально, Чёрная кошка не имела сверхчеловеческих способностей и полагалась на свою физическую подготовку. Она имеет рефлексы, ловкость и выносливость намного выше, чем у среднего человека. Она физически очень сильная и спортивная, является опытной гимнасткой и акробаткой, а также обучена нескольким стилям боевых искусств.
Позже она получила способность психо-кинетически влиять на поле вероятности после эксперимента, которому её подверг Кингпин. Влияние на вероятности по сути означает, что она несёт невезение своим врагам — при стрессе она подсознательно способна вызывать неудачи у тех, кого она считает угрозой, и которые находятся в непосредственной близости от неё, это может заключаться в самопроизвольных взрывах, падениях и различных других опасных ситуациях. Эта способность имеет побочный эффект — в конечном итоге он создаёт проблемы для тех, кто проводит много времени рядом с ней. Но, Доктор Стрэндж удалил эти способности вместе с побочным эффектом(но получила способности похожи на кошачий), но потом Доктор Трамма вернул их с помощью кибернетики.

### Оборудование и принадлежности
Чёрная кошка имеет выдвижные когти, спрятанные в перчатках, которые позволяют ей рвать поверхности большой протяжённости и легко взбираться на стены, а также устройство, представляющее собой прочный канат с небольшим крюком и со встроенным спусковым механизмом, которое позволяет ей передвигаться по воздуху, цепляясь им за здания так же, как Человек-паук и Сорвиголова, хотя и с незначительно меньшей скоростью, чем они.
Чёрная кошка носит серьги уникального устройства, которые помогают ей сохранить равновесие и всегда приземляться на ноги, и контактные линзы, которые позволяют ей видеть в инфракрасном и ультрафиолетовом диапазоне, обеспечивая ночное видение.

## Вне комиксов

### Мультсериалы
- В мультсериале «Человек-паук» 1981 года Чёрная кошка появилась в одной серии, где была озвучена Морган Лофтинг.
- В мультсериале «Spider-Man: The Animated Series» Фелиция Харди, озвученная Дженнифер Хейл, появляется как светловолосая богатая девушка, вызывающая определённый интерес у Питера Паркера. Но потом Фелиция влюбляется в Майкла Морбиуса, который становится вампиром и врагом Паука, пытавшегося сделать вампира из Фелиции, но остановленного и погружённого в сон. Фелиция Харди завязывает короткий роман, с Джейсоном Филипсом Макендэйлом, богатым и красивым человеком. Но Джейсон оказывается супер-злодеем Хобгоблином, и разоблачённый Человеком-пауком и Фелицией Харди попадает в тюрьму. Позже оказывается, что отец Фелиции был знаменитым вором по кличке «Кот», обладавшим эйдетической памятью, и в детстве узнал и запомнил формулу сыворотки супер-солдата, которая превратила Стива Роджерса в Капитана Америку. Кингпин решает воссоздать формулу, похищая Фелицию и её отца и тестирует формулу на Фелиции, превращая её в Чёрную кошку. Поскольку формула была дополнительно улучшена, Фелиция также могла свободно превращаться в Чёрную кошку и обратно (изменения заметны по цвету волос: золотистые в обычном облике Фелиции и серебристые в облике Чёрной кошки). После этого девушка стала союзницей Человека-паука, с которым её связывала не только борьба с преступностью, но и романтические чувства. Позже, когда Морбиус был найден и выведен из спячки, она начала разрываться между ним и Человеком-пауком. В итоге она отправилась в Европу вместе с Морбиусом и Блэйдом, чтобы охотиться на вампиров вместе с ними. В финальных сериях была на свадьбе Питера Паркера и Мэри Джейн, помогла Человеку-пауку одолеть Гидромена, была вызвана Человеком-пауком и участвовала вместе с другими супер-героями в Секретных войнах.
- В мультсериале «Новые приключения Человека-паука» Фелиция Харди, появлявшаяся без маски в 12 серии 2-го сезона, помогает Человеку-пауку в тот момент, когда он схвачен Веномом. Питер ещё не догадался, что Кошка влюблена в него. Ещё несколько раз за сериал она спасала Пауку жизнь. В конце концов, Чёрная кошка заручается поддержкой Человека-паука и проникает в тюрьму, откуда освобождает своего отца. Отец Фелиции — преступник, убивший Дядю Бена. Отец уже хотел сбежать, если бы не освободившиеся злодеи. Харди-старшему приходится спасти дочь и Паука, усыпив злодеев вместе с собой. В конце-концов Кошка исчезает, чтобы больше не вспоминать о Человеке-пауке. В этом сериале её озвучила Трисиа Хелфер.
- В мультсериале «Человек-паук» 2017 года, Чёрная кошка появляется в двух сериях, как неуловимая воровка.

### Кино
- Фелиция Харди фигурировала в раннем сценарии к фильму «Человек-паук 2». Изначально Чёрная кошка должна была появиться в фильме «Человек-паук 4» от режиссёра Сэма Рэйми в исполнении Энн Хэтэуэй[5][6]. По иронии, Хэтэуэй исполнила роль DC — аналога своего персонажа, Женщины-кошки в фильме «Тёмный рыцарь: Возрождение легенды».
- В фильме «Новый Человек-паук: Высокое напряжение» актриса Фелисити Джонс исполняет роль персонажа, впоследствии выявленного как черноволосая Фелиция Харди[7]. По сюжету она состоит в «специфических отношениях» с Озборнами[8][9][10]. После смерти своего бывшего нанимателя Нормана Озборна, Фелиция становится правой рукой его сына, Гарри. В потенциальных сиквелах фильма предполагалось становление Фелиции в качестве Чёрной кошки[11].
- 22 марта 2017 года The Hollywood Reporter сообщил, что Sony Pictures разрабатывает фильм о Чёрной кошке и Серебряном Соболе, сценаристом которого стал Кристофер Йост, написавший историю для фильма «Тор: Рагнарёк». Предполагалось, что картина не будет связана с Кинематографической вселенной Marvel, а станет частью киновселенной, сосредоточенной на второстепенных персонажах из комиксов про Человека-паука; появление самого Человека-паука не планировалось[12]. В мае 2017 года было объявлено, что Джина Принц-Байтвуд станет режиссёром фильма «Серебряное и чёрное»[13]. Съёмки должны были начаться в марте 2018 года, но производство было отложено «на неопределённый срок». Принц-Байтвуд сказала, что причиной задержки были проблемы со сценарием[14]. Пока фильм был первоначально запланирован к выходу 8 февраля 2019 года, Sony удалила дату выпуска из расписания[15]. Производство планировалось начать в 2019 году[16], но в августе 2018 года Sony объявила, что фильм «Серебряное и чёрное» был отменён в пользу того, что оба персонажа должны иметь свои отдельные фильмы. «Чёрная кошка», по сообщениям, должна была выступить переработанной версией сценария «Серебряное и чёрное», а студия на тот момент искала сценаристов для «Серебряного Соболя». Принц-Байтвуд планировала выступать в качестве продюсера по обоим проектам[17]. В настоящее время считается, что Sony отменила фильм в пользу возможного телесериала[18].

### Видеоигры
- В игре Spider-Man: The Video Game 1991 года Фелиция является одной из главных персонажей.
- В игре Spider-Man and Venom: Maximum Carnage она есть в качестве союзника Человека-паука и Венома. Её можно вызвать, если найти значок.
- В игре Spider-Man: Web of Shadows она также есть в качестве союзника, которого можно вызвать, но только если у тебя «чёрная полоса». Если Человек-паук в конце игры выберет злую сторону, то он станет править Нью-Йорком вместе с симбиотами, и останется с Фелицией.
- Специально для игры Spider-Man: Edge of Time была создана Чёрная кошка 2099.
- Чёрная кошка, появлялась в игре Spider-man 2000 года во время подсказок в начале игры.
- Чёрная кошка является одним из играбельных персонажей в игре Spider-Man: Friend or Foe.
- Чёрная кошка является боссом в играх The Amazing Spider-Man и The Amazing Spider-Man 2.
- Чёрная кошка является одним из персонажей игры Lego Marvel Super Heroes.
- Чёрная кошка появилась как один из персонажей в Lego Marvel Super Heroes 2.
- Чёрная кошка является одним из играбельных персонажей в игре Marvel Super Hero Squad Online.
- Чёрная кошка является одним из играбельных персонажей в игре Marvel: Future Fight.
- Появляется в игре Spider-Man и её DLC «Ограбление» и «Серебряный луч». Её озвучивает Эрика Линдбек, в русскоязычной локализации — Анастасия Жаркова[19]. После прохождения всех её дополнительных миссий она дарит Человеку-пауку новый костюм[20]. Одно время работала вместе с Человеком-пауком и встречалась с ним, но в дальнейшем разошлись из-за разницы в мировоззрении. В «The Heist» крадёт для Кувалды четыре USB-накопителя криминальной семьи Маджиа со всем их богатством, а позже убеждает Человека-паука помочь ей ограбить частное хранилище Кувалды, который побудил её к преступлению под угрозой жизни сыну. Заманивает героя в ловушку и сбегает, но по возвращении домой погибает от заложенной Кувалдой взрывчатки. В «Серебряном луче» помогает Человеку-пауку победить Кувалду и приносит извинения за свои предыдущие поступки. Также в DLC упоминается, что раньше до неё был Уолтер Харди (отец Фелиции) по прозвищу Чёрный Кот, а сама Чёрная кошка является его подражательницей. Позже Паук сам догадывается, что некий детектив Майки и есть Уолтер Харди, ведь он вовсе не умер, а инсценировал свою смерть и взял себе новую обычную личность.
- Чёрная кошка появилась в игре Spider-Man 2 (2023)[21].